# I ragni della metropoli
I ragni della metropoli  (Gambling House) è un film del 1950 diretto da Ted Tetzlaff.
È un film poliziesco statunitense a sfondo giallo e noir ambientato nel mondo delle bische clandestine con Victor Mature, Terry Moore e William Bendix. È un remake di La dama e l'avventuriero del 1943.

## Trama
Il baro newyorkese Marc Fury accetta l'offerta del gangster Joe Farrow di venir sottoposto a un processo per l'omicidio di un altro malavitoso - omicidio di cui egli non è responsabile (la colpa ricadendo proprio sulla gang di Farrow) - in cambio di una ingente somma di denaro: i potenti addentellati della banda di Farrow riescono a farlo scagionare, facendo apparire l'accaduto come legittima difesa. Farrow tuttavia tergiversa nel pagamento: Marc allora si fa rilasciare un pagherò, e sottrae a Farrow un taccuino che, qualora esibito alla polizia, avrebbe potuto incriminare il gangster.
Assolto, nuovi guai si profilano per Marc: egli, secondo l'Office of Immigration and Naturalization statunitense non è cittadino americano, ma italiano, dal nome Marco Furioni, e, essendo persona non grata nel paese – in virtù dei suoi precedenti penali – è passibile di estradizione: dopo una prima udienza, il giudice lascia a Marc(o) alcuni giorni di tempo per riflettere. Prima di venir ammesso all'udienza, Marc vuole liberarsi di ogni prova compromettente, e, nei corridoi del tribunale, incrocia una donna, ed infila nelle tasche del cappotto di lei il taccuino di Farrow.
La donna è Lynn Warren, una dipendente dell'Ufficio di Immigrazione. In seguito Marc la rintraccia, si fa restituire il taccuino, mentre fra i due si abbozza una relazione amorosa. In compagnia di lei egli fa conoscenza della neo-immigrata famiglia Sobieski: a costoro pare essere venuto meno l'appoggio del garante – che, secondo le leggi del periodo, avrebbe dovuto sostenere la richiesta di naturalizzazione di nuovi immigrati. In tal caso la famiglia -  a meno di disporre di adeguate disponibilità finanziarie – avrebbe dovuto essere reimpatriata. 
Marc, infine – con un blitz in uno dei locali di malaffare gestiti da Farrow -, si appropria della somma di denaro a lui promessa. E la gira direttamente ed anonimamente ai Sobieski, che in tal modo ottengono il permesso di stabilirsi negli Stati Uniti. Egli stesso, in una seconda udienza col giudice, con accorate parole patriottriche sostiene la sua causa ed ottiene di non venire rimpatriato.
Farrow e i suoi uomini sono alla ricerca di Marc: quando infine lo trovano, a pagarne le conseguenze è innanzitutto Farrow stesso, ucciso da uno dei suoi stessi seguaci, mentre Marc si allontana nella notte.

## Produzione
Il film, diretto da Ted Tetzlaff su una sceneggiatura di Marvin Borowsky e Allen Rivkin, fu prodotto da Warren Duff per la RKO Radio Pictures e girato a New York I titoli di lavorazione del film erano Alias Mike Fury, Alias Marc Fury, Walk Softly e Mr. Whiskers.

## Distribuzione
Il film fu distribuito negli Stati Uniti il 27 dicembre 1950 dalla RKO Radio Pictures.
Altre distribuzioni:
- in Svezia il 27 agosto 1951 (Spelarens hus)
- in Portogallo il 9 agosto 1952
- in Germania Ovest l'11 febbraio 1955 (Endstation Mord)
- in Austria nel 1956 (Endstation Mord)
- in Spagna (La casa de juego)
- in Grecia (Aima sto prasino trapezi)
- in Portogallo (O Palácio da Perdição)
- in Brasile (Terra do Meu Destino)
- in Italia (I ragni della metropoli)

## Promozione
La tagline del film era: "Here comes Mature !".